# إقليم درنة

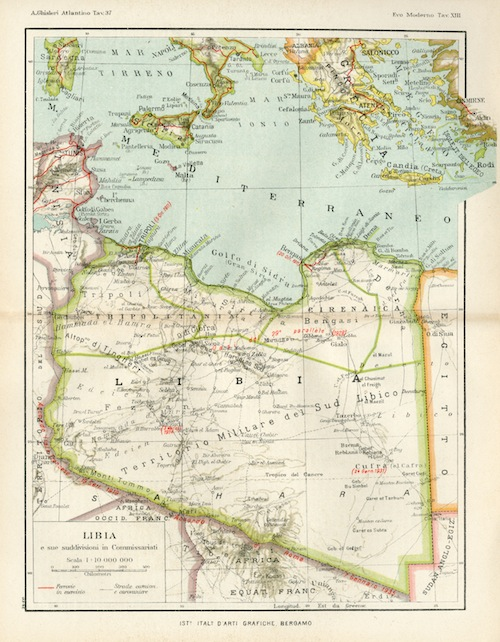

إقليم درنة أو (بالإيطالية: Provincia di Derna)‏ المفوضية العامة لإقليم درنة. تأسست في سنة 1937 في اطار مستعمرة ليبيا الإيطالية، وقسمت إلى 3 مقاطعات هي:
- درنة (المركز الإداري)
- أبولونيا
- طبرق

كانت أغلبية السكان من العرب وأقلية من الأمازيغ إضافة إلى مجموعة من السودانيين واليهود. في حين تركز تواجد الإيطاليون في درنة، في العام 1943 احتلته قوات الحلفاء أثناء الحرب العالمية الثانية.
تكون الإقليم جغرافيا من نصف مساحة برقة تقريبا، حيث ضم الجزء الليبي من مارماريكا "Marmarica"، ومن الشمال البحر الليبي ومن الجنوب حدودها مع المنطقة الجنوبية العسكرية ومن الغرب مع إقليم بنغازي ومن الشرق مع مصر.